# Cecil Powell
Cecil Frank Powell (Tonbridge (Kent), 5 december 1903 – Valsassina, 9 augustus 1969) was een Britse natuurkundige die in 1950 de Nobelprijs voor de Natuurkunde kreeg voor zijn ontwikkeling van de fotografische methode bij het bestuderen van nucleaire processen en voor de resulterende ontdekking van het pion (pi-meson), een zwaar subatomair deeltje.

## Biografie
Powell werd geboren in de Britse stad Tonbridge, graafschap Kent, als zoon van de wapensmid Frank Powell en Elizabeth Caroline Biscare. Hij bezocht een lokale basisschool en won op 11-jarige leeftijd een studiebeurs voor de Judd School in Tonbridge. Vandaar won hij beurzen voor het Sidney Sussex College in Cambridge, waar hij in 1925 cum laude slaagde voor zijn bachelorgraad in de natuurwetenschap.
Aansluitend werkte Powell als postgrad-student in het Cavendish-laboratorium bij zowel C.T.R. Wilson alsmede Lord Rutherford. In 1927 behaalde hij zijn doctoraat (Ph.D.) en ging hij naar de universiteit van Bristol waar hij de onderzoeksassistent werd van Arthur Mannering Tyndall (1881-1961) in het H.H. Wills Physical Laboratory. Daaruit volgend werd hij benoemd tot docent en lector. In 1936 bezocht hij de West Indies als seismoloog van een geologisch expeditie die onderzoek deed naar vulkanische activiteiten.
Een jaar later keerde hij terug in Bristol en in 1948 werd hij benoemd tot Melville Mills Professor van de leerstoel natuurkunde, een positie die hij behield tot aan zijn overlijden in 1969 toen hij tijdens een wandeltocht in het Italiaanse bergdal Valsassina getroffen werd door een hartinfarct. Sinds 1932 was hij gehuwd met Isobel Therese Artner (1907-1995), die hem had geassisteerd bij zijn onderzoek. Uit het huwelijk werden twee dochters geboren.

## Werk
Tijdens de Tweede Wereldoorlog verbeterde Powell de techniek om sporen van elementaire deeltjes vast te leggen op een fotografische emulsie. Op het moment dat een elektrisch geladen deeltje deze emulsie raakt, zal het deeltje met het zilverzout activeren wat, na ontwikkelen, op de film zichtbaar wordt als een donkere streep. Hoewel deze techniek reeds bekend was in de jaren dertig gaven fysici later de voorkeur aan de nevelkamer voor de bestudering van hoogenergetische deeltjes. Samen met W. Heitler en G. Fertel verrichtte Powell experimenten om deeltjes van kosmische straling op fotografische emulies vast te leggen.
Gebruikmakend van deze techniek werd in 1947 het π-meson (afgekort tot pion) ontdekt. Zijn collegas in het onderzoek (gepubliceerd in 1947) waren Giuseppe Occhialini, Hugh Muirhead en de jonge Braziliaan César Lattes. Het pion bleek het hypothetische deeltje te zijn dat reeds twaalf jaar eerder door de Japanse fysicus Hideki Yukawa in zijn theorie van nucleaire fysica was voorgesteld. Pionen ontstaan wanneer kosmische straling tegen atomen botsen in de bovenste laag van de atmosfeer.
Verder speelde hij een belangrijke rol bij de oprichting van het Europese onderzoekscentrum voor kernonderzoek CERN in Genève en was hij betrokken bij de voorbereiding van de eerste Pugwash Conferences on Science and World Affairs en medeoprichter van de World Federation of Scientific Workers, waarvan hij voorzitter was.

## Erkenning
In 1949 werd Powell gekozen tot lid van de Royal Society; datzelfde jaar werd hij onderscheiden met de Hughes Medal en in 1961 met de Royal Medal. Verder ontving hij eredoctoraten van de universiteiten van Dublin, Bordeaux en Warschau. In 1967 mocht hij de Lomonosov Gouden Medaille van de Russische Academie van Wetenschappen in ontvangst nemen.

## Publicaties
- Nuclear Physics in Photographs (1947, met Occhialini)
- The Cosmic Radiation (1951)
- The Study of Elementary Particles by the Photographic Method (1959, met Fowler en Perkins)
- Selected Papers of C.F. Powell (1972, postuum)